# Llista de topònims de Veciana
Llista de topònims (noms propis de lloc) del municipi de Veciana, a l'Anoia
Informació actualitzada per un bot. Els canvis manuals es perdran quan s'actualitzi!

## cabana
| imatge | Nom                    | Ubicat a | instància de | Detalls | coordenades                                                                    | Protecció | Commons (més fotos) | Dades a WD                    |
| ------ | ---------------------- | -------- | ------------ | ------- | ------------------------------------------------------------------------------ | --------- | ------------------- | ----------------------------- |
|        | cabana del Daniel      | Veciana  | cabana       |         | 41° 41′ 32″ N, 1° 27′ 53″ E / 41.6922799201044°N,1.46471723412533°E            |           |                     | Modifica les dades a Wikidata |
|        | cobert de Cal Benviure | Veciana  | cabana       |         | 41° 40′ 05″ N, 1° 26′ 06″ E / 41.6681557535342°N,1.43504444395131°E            |           |                     | Modifica les dades a Wikidata |
|        | cobert de la Mina      | Veciana  | cabana       |         | 41° 41′ 34″ N, 1° 28′ 22″ E / 41.692793476761°N,1.47284025489159°E             |           |                     | Modifica les dades a Wikidata |
|        | cobert del Barceló     | Veciana  | cabana       |         | 41° 41′ 06″ N, 1° 28′ 02″ E / 41.6851151351214°N,1.46708638561323°E            |           |                     | Modifica les dades a Wikidata |
|        | cobert del Picotí      | Veciana  | cabana       |         | 41° 39′ 39″ N, 1° 25′ 42″ E / 41.6608854841424°N,1.42831440784419°E            |           |                     | Modifica les dades a Wikidata |
|        | corral de Cal Brufal   | Veciana  | cabana       |         | 41° 40′ 50″ N, 1° 27′ 38″ E / 41.6806761540353°N,1.46045171834551°E            |           |                     | Modifica les dades a Wikidata |
|        | corral del Mas         | Veciana  | cabana       |         | 41° 39′ 37″ N, 1° 26′ 35″ E / 41.6601933500484°N,1.44297204851124°E            |           |                     | Modifica les dades a Wikidata |
|        | corrals de Cauba       | Veciana  | cabana       |         | 41° 38′ 30″ N, 1° 27′ 48″ E / 41.6415625050945°N,1.46336444306856°E            |           |                     | Modifica les dades a Wikidata |
|        | era del Sèneca         | Veciana  | cabana       |         | 41° 39′ 36″ N, 1° 25′ 46″ E / 41.6600902437942°N,1.42943871314937°E            |           |                     | Modifica les dades a Wikidata |
|        | pallissa de Cal Brunet | Veciana  | cabana       |         | 41° 39′ 14″ N, 1° 29′ 41″ E / 41.6539833783418°N,1.49470190815608°E            |           |                     | Modifica les dades a Wikidata |
|        | pallissa del Basomba   | Veciana  | cabana       |         | 41° 40′ 16″ N, 1° 26′ 33″ E / 41.6710665958154°N,1.44245773533856°E            |           |                     | Modifica les dades a Wikidata |
|        | pallissa del Jaumet    | Veciana  | cabana       |         | 41° 40′ 38″ N, 1° 28′ 07″ E / 41.6772276104214°N,1.46861914237579°E            |           |                     | Modifica les dades a Wikidata |
|        | pallissa del Miquelet  | Veciana  | cabana       |         | 41° 41′ 25″ N, 1° 29′ 46″ E / 41.6902167401215°N,1.49599620718086°E            |           |                     | Modifica les dades a Wikidata |
|        | pallissa del Pesseta   | Veciana  | cabana       |         | 41° 39′ 23″ N, 1° 29′ 08″ E / 41.6562590520163°N,1.48555748259977°E ca:Veciana |           |                     | Modifica les dades a Wikidata |
|        | pallissa del Raic      | Veciana  | cabana       |         | 41° 41′ 08″ N, 1° 29′ 25″ E / 41.6856560125286°N,1.49025100605559°E            |           |                     | Modifica les dades a Wikidata |

## castell
| imatge | Nom                       | Ubicat a | instància de | Detalls | coordenades                                                                                                | Protecció                                            | Commons (més fotos)       | Dades a WD                    |
| ------ | ------------------------- | -------- | ------------ | ------- | --- | ---------------------------------------------------- | ------------------------- | ----------------------------- |
|        | Castell de Montfalcó Gros | Veciana  | castell      |         | 41° 39′ 27″ N, 1° 27′ 15″ E / 41.6575°N,1.45411°E 773 msnm                                                 | bé d'interès cultural bé cultural d'interès nacional | Castell de Montfalcó Gros | Modifica les dades a Wikidata |
|        | castell de Veciana        | Veciana  | castell      |         | 41° 39′ 22″ N, 1° 29′ 17″ E / 41.656223°N,1.488151°E ca:Al nucli de Veciana, prop de l'Ajuntament 576 msnm | bé d'interès cultural bé cultural d'interès nacional | Castell de Veciana        | Modifica les dades a Wikidata |

## curs d'aigua
| imatge | Nom                | Ubicat a                                                    | instància de | Detalls                       | coordenades | Protecció | Commons (més fotos) | Dades a WD                    |
| ------ | ------------------ | ----------------------------------------------------------- | ------------ | ----------------------------- | --- | --------- | ------------------- | ----------------------------- |
|        | Riera Gran         | els Prats de Rei Veciana Copons                             | curs d'aigua | Desemboca: riera de Veciana   | 41° 42′ 34″ N, 1° 30′ 44″ E / 41.7095°N,1.51215°E                                                                                  |           |                     | Modifica les dades a Wikidata |
|        | riera de Sant Pere | Sant Pere Sallavinera els Prats de Rei Veciana Copons Rubió | curs d'aigua | Desemboca: riera de Veciana   | 41° 44′ 47″ N, 1° 32′ 34″ E / 41.74630694444444°N,1.5428419444444446°E 41° 38′ 01″ N, 1° 31′ 06″ E / 41.63355388888889°N,1.51845°E |           |                     | Modifica les dades a Wikidata |
|        | riera de Veciana   | Veciana Copons Jorba                                        | curs d'aigua | Desemboca: Anoia              | |           |                     | Modifica les dades a Wikidata |
|        | torrent de l'Anoia | Sant Pere Sallavinera els Prats de Rei Veciana Rubió        | curs d'aigua | Desemboca: riera de Sant Pere | 41° 42′ 01″ N, 1° 32′ 30″ E / 41.7004°N,1.54163°E                                                                                  |           |                     | Modifica les dades a Wikidata |

## entitat singular de població
| imatge | Nom                  | Ubicat a | instància de                                   | Detalls | coordenades | Protecció | Commons (més fotos)            | Dades a WD                    |
| ------ | -------------------- | -------- | ---------------------------------------------- | ------- | --- | --------- | ------------------------------ | ----------------------------- |
|        | Montfalcó el Gros    | Veciana  | entitat singular de població                   | 28 hab  | 41° 39′ 24″ N, 1° 27′ 16″ E / 41.6567374072127°N,1.45451272649115°E 757 msnm                                                   |           | Montfalcó el Gros              | Modifica les dades a Wikidata |
|        | Sant Pere del Vim    | Veciana  | entitat singular de població                   | 47 hab  | 41° 40′ 47″ N, 1° 31′ 42″ E / 41.6795915718202°N,1.52821337589162°E ca:Sant Pere del Vim; a l'est del terme municipal 601 msnm |           |                                | Modifica les dades a Wikidata |
|        | Santa Maria del Camí | Veciana  | entitat singular de població                   | 31 hab  | 41° 37′ 43″ N, 1° 28′ 26″ E / 41.628652°N,1.473947°E 523 129 msnm                                                              |           | Santa Maria del Camí (Veciana) | Modifica les dades a Wikidata |
|        | Segur                | Veciana  | entitat singular de població                   | 35 hab  | 41° 41′ 00″ N, 1° 28′ 12″ E / 41.6833540472031°N,1.47010787408073°E ca:Crtra. de Calaf a la Panadella 751 msnm                 |           |                                | Modifica les dades a Wikidata |
|        | Veciana              | Veciana  | entitat singular de població capital municipal | 34 hab  | 41° 39′ 21″ N, 1° 29′ 19″ E / 41.65590291°N,1.48851942°E 562 msnm                                                              |           |                                | Modifica les dades a Wikidata |

## església
| imatge | Nom                                    | Ubicat a          | instància de              | Detalls                                          | coordenades                                                                                             | Protecció                                  | Commons (més fotos)                    | Dades a WD                    |
| ------ | -------------------------------------- | ----------------- | ------------------------- | ------------------------------------------------ | --- | ------------------------------------------ | -------------------------------------- | ----------------------------- |
|        | Mare de Déu de Montserrat de Ben Viure | Veciana           | església                  | Estil: arquitectura popular                      | 41° 40′ 01″ N, 1° 26′ 01″ E / 41.667023°N,1.433567°E                                                    | bé integrant del patrimoni cultural català | Mare de Déu de Montserrat de Ben Viure | Modifica les dades a Wikidata |
|        | Mare de Déu de les Olles               | Veciana           | església                  | Estil: arquitectura popular                      | 41° 40′ 55″ N, 1° 30′ 03″ E / 41.68204°N,1.50074°E 556 msnm                                             | bé integrant del patrimoni cultural català | Mare de Déu de les Olles               | Modifica les dades a Wikidata |
|        | Mare de Déu del Camí                   | Argençola Veciana | església                  | Estil: arquitectura romànica 13rd century        | 41° 37′ 43″ N, 1° 28′ 25″ E / 41.628541°N,1.473551°E ca:Santa Maria del Cami. Argençola.                | bé integrant del patrimoni cultural català | Mare de Déu del Camí (Veciana)         | Modifica les dades a Wikidata |
|        | Mare de Déu del Puig del Ram           | Veciana           | església edifici històric | Estil: arquitectura barroca                      | 41° 40′ 52″ N, 1° 28′ 08″ E / 41.681237°N,1.468918°E 737 msnm                                           | bé integrant del patrimoni cultural català | Mare de Déu del Puig del Ram           | Modifica les dades a Wikidata |
|        | Sant Gabriel de Veciana                | Veciana           | església                  | 15th century                                     | 41° 38′ 48″ N, 1° 29′ 15″ E / 41.646587°N,1.487607°E ca:Camí de Veciana a Santa Maria del Camí 650 msnm | bé integrant del patrimoni cultural català | Sant Gabriel de Veciana                | Modifica les dades a Wikidata |
|        | Sant Jaume de Castellnou               | Veciana           | església                  | Estil: arquitectura popular 17th century         | 41° 37′ 59″ N, 1° 28′ 33″ E / 41.633002°N,1.475958°E ca:Camí de Veciana a Santa Maria del Camí          | bé integrant del patrimoni cultural català |                                        | Modifica les dades a Wikidata |
|        | Sant Miquel del castell de Veciana     | Veciana           | església                  | Estil: arquitectura romànica 13rd century        | 41° 39′ 22″ N, 1° 29′ 17″ E / 41.65622°N,1.488165°E ca:Al nucli de Veciana 568 msnm                     | bé integrant del patrimoni cultural català | Sant Miquel del castell de Veciana     | Modifica les dades a Wikidata |
|        | Sant Pere de Montfalcó el Gros         | Veciana           | església                  | Estil: arquitectura romànica 12nd century        | 41° 39′ 28″ N, 1° 27′ 25″ E / 41.657667°N,1.456896°E ca:Camí de Veciana a Montfalcó 735 msnm            | bé integrant del patrimoni cultural català | Sant Pere de Montfalcó el Gros         | Modifica les dades a Wikidata |
|        | Sant Salvador de Miralles              | Veciana           | església                  | Estil: arquitectura barroca                      | 41° 40′ 13″ N, 1° 30′ 16″ E / 41.670415°N,1.504335°E ca:Riera Gran 595 msnm                             | bé integrant del patrimoni cultural català | Sant Salvador de Miralles              | Modifica les dades a Wikidata |
|        | Santa Llúcia de la Rubiola             | Veciana           | església                  | Estil: arquitectura popular                      | 41° 39′ 34″ N, 1° 25′ 49″ E / 41.659517°N,1.430342°E ca:Crtra. de Calaf a la Panadella 735 msnm         | bé integrant del patrimoni cultural català | Santa Llúcia de la Rubiola             | Modifica les dades a Wikidata |
|        | Santa Maria de Segur                   | Veciana           | església                  |                                                  | 41° 40′ 58″ N, 1° 28′ 12″ E / 41.682811°N,1.47013°E ca:Segur 732 msnm                                   | bé integrant del patrimoni cultural català | Santa Maria de Segur                   | Modifica les dades a Wikidata |
|        | Santa Maria de Veciana                 | Veciana           | església                  | Estil: arquitectura romànica 12nd century        | 41° 39′ 33″ N, 1° 29′ 04″ E / 41.659145°N,1.484379°E ca:Veciana                                         | bé integrant del patrimoni cultural català | Santa Maria de Veciana                 | Modifica les dades a Wikidata |
|        | església de Sant Pere del Vim          | Veciana           | església                  | Estil: arquitectura romànica arquitectura gòtica | 41° 40′ 47″ N, 1° 31′ 45″ E / 41.679761°N,1.529211°E ca:Crtra. de Jorba a Calaf 601 msnm                | bé cultural d'interès local                | Església de Sant Pere del Vim          | Modifica les dades a Wikidata |

## font
| imatge | Nom                       | Ubicat a | instància de | Detalls      | coordenades                                                            | Protecció | Commons (més fotos) | Dades a WD                    |
| ------ | ------------------------- | -------- | ------------ | ------------ | ---------------------------------------------------------------------- | --------- | ------------------- | ----------------------------- |
|        | font de la Calçada        | Veciana  | font         |              | 41° 39′ 53″ N, 1° 27′ 40″ E / 41.6646351793486°N,1.46113426945955°E    |           |                     | Modifica les dades a Wikidata |
|        | font del Brufau           | Veciana  | font         |              | 41° 40′ 55″ N, 1° 27′ 31″ E / 41.681829072961°N,1.4585855149638°E      |           |                     | Modifica les dades a Wikidata |
|        | font del Casal Sant Martí | Veciana  | font         | 20th century | 41° 41′ 13″ N, 1° 29′ 08″ E / 41.68695°N,1.48561°E ca:Casal Sant Martí |           |                     | Modifica les dades a Wikidata |

## granja
| imatge | Nom                  | Ubicat a | instància de | Detalls | coordenades                                                         | Protecció | Commons (més fotos) | Dades a WD                    |
| ------ | -------------------- | -------- | ------------ | ------- | ------------------------------------------------------------------- | --------- | ------------------- | ----------------------------- |
|        | Granges Pallerols    | Veciana  | granja       |         | 41° 40′ 41″ N, 1° 31′ 45″ E / 41.6780736220818°N,1.52924512140142°E |           |                     | Modifica les dades a Wikidata |
|        | Granja del Bonpintor | Veciana  | granja       |         | 41° 40′ 29″ N, 1° 28′ 24″ E / 41.6746061150581°N,1.47331839594475°E |           |                     | Modifica les dades a Wikidata |

## masia
| imatge | Nom                     | Ubicat a      | instància de | Detalls                                  | coordenades                                                                                                | Protecció                                  | Commons (més fotos)    | Dades a WD                    |
| ------ | ----------------------- | ------------- | ------------ | ---------------------------------------- | --- | ------------------------------------------ | ---------------------- | ----------------------------- |
|        | Balsareny               | Veciana       | masia        |                                          | 41° 40′ 22″ N, 1° 25′ 32″ E / 41.6729090131658°N,1.42564334317889°E                                        |                                            |                        | Modifica les dades a Wikidata |
|        | Balsareny de Segarra    | Veciana       | masia        | Estil: arquitectura popular              | 41° 40′ 27″ N, 1° 25′ 21″ E / 41.67406°N,1.422395°E ca:Des de la carretera LV-1005, km 3,05 696 msnm       | bé integrant del patrimoni cultural català | Balsareny de Segarra   | Modifica les dades a Wikidata |
|        | Ca l'Andreu             | Veciana       | masia        |                                          | 41° 41′ 12″ N, 1° 31′ 01″ E / 41.6866712987426°N,1.51703379721521°E ca:Veïnat de Sant Pere del Vim         |                                            |                        | Modifica les dades a Wikidata |
|        | Ca la Munda             | Veciana       | masia        |                                          | 41° 38′ 08″ N, 1° 28′ 15″ E / 41.6356916257259°N,1.47091161487151°E ca:Santa Maria del Camí                |                                            |                        | Modifica les dades a Wikidata |
|        | Cal Bacinetes           | Veciana       | masia        |                                          | 41° 37′ 50″ N, 1° 28′ 56″ E / 41.6306639934565°N,1.48232720599004°E                                        |                                            |                        | Modifica les dades a Wikidata |
|        | Cal Bargués Nou         | Veciana       | masia        |                                          | 41° 38′ 23″ N, 1° 28′ 38″ E / 41.6396651983847°N,1.47713319993567°E                                        |                                            |                        | Modifica les dades a Wikidata |
|        | Cal Benviure            | Veciana       | masia        | Estil: arquitectura popular              | 41° 40′ 02″ N, 1° 26′ 01″ E / 41.66711056°N,1.43359833°E 724 msnm                                          | bé cultural d'interès local                | Masia Ben Viure        | Modifica les dades a Wikidata |
|        | Cal Bernic              | Veciana       | masia        |                                          | 41° 40′ 54″ N, 1° 28′ 50″ E / 41.6815731058637°N,1.48047053278616°E ca:Segur                               |                                            |                        | Modifica les dades a Wikidata |
|        | Cal Biel                | Veciana       | masia        |                                          | 41° 39′ 58″ N, 1° 27′ 40″ E / 41.665995738956°N,1.4611739344139°E                                          |                                            |                        | Modifica les dades a Wikidata |
|        | Cal Bolederes           | Veciana       | masia        |                                          | 41° 40′ 51″ N, 1° 31′ 38″ E / 41.6808232243926°N,1.52733228323964°E                                        |                                            |                        | Modifica les dades a Wikidata |
|        | Cal Catasús             | Veciana       | masia        |                                          | 41° 39′ 36″ N, 1° 29′ 45″ E / 41.6599165188714°N,1.49589688226389°E ca:Veciana                             |                                            |                        | Modifica les dades a Wikidata |
|        | Cal Codina              | Veciana       | masia        |                                          | 41° 41′ 28″ N, 1° 28′ 44″ E / 41.691105061049°N,1.4787915196163°E ca:Segur                                 |                                            |                        | Modifica les dades a Wikidata |
|        | Cal Daniel              | Veciana       | masia        |                                          | 41° 41′ 21″ N, 1° 27′ 30″ E / 41.689032120378°N,1.4584135412227°E ca:Segur                                 |                                            |                        | Modifica les dades a Wikidata |
|        | Cal Garsa               | Veciana       | masia        |                                          | 41° 39′ 51″ N, 1° 31′ 16″ E / 41.6642050047729°N,1.52097274613411°E                                        |                                            |                        | Modifica les dades a Wikidata |
|        | Cal Malloat             | Veciana       | masia        | Estil: arquitectura popular              | 41° 41′ 26″ N, 1° 28′ 48″ E / 41.69062°N,1.480024°E ca:Segur                                               | bé integrant del patrimoni cultural català | Cal Malloat            | Modifica les dades a Wikidata |
|        | Cal Patrocini           | Veciana       | masia        |                                          | 41° 39′ 14″ N, 1° 28′ 38″ E / 41.6538145150067°N,1.47710012780921°E                                        |                                            |                        | Modifica les dades a Wikidata |
|        | Cal Pedó                | Veciana       | masia        |                                          | 41° 39′ 33″ N, 1° 29′ 23″ E / 41.6591596396702°N,1.48969313527317°E 556 msnm                               |                                            |                        | Modifica les dades a Wikidata |
|        | Cal Planell             | Rubió Veciana | masia        |                                          | 41° 40′ 18″ N, 1° 31′ 46″ E / 41.6717810652688°N,1.52949651043865°E ca:Veïnat de Sant Pere del Vim         |                                            |                        | Modifica les dades a Wikidata |
|        | Cal Planell Nou         | Veciana       | masia        |                                          | 41° 40′ 19″ N, 1° 31′ 35″ E / 41.6719570128741°N,1.52635717615987°E                                        |                                            |                        | Modifica les dades a Wikidata |
|        | Cal Poltera             | Veciana       | masia        |                                          | 41° 41′ 36″ N, 1° 27′ 28″ E / 41.6933051893443°N,1.45787938737314°E                                        |                                            |                        | Modifica les dades a Wikidata |
|        | Cal Pont de Biure       | Veciana       | masia        |                                          | 41° 39′ 57″ N, 1° 26′ 12″ E / 41.6657274703636°N,1.43662872647049°E                                        |                                            |                        | Modifica les dades a Wikidata |
|        | Cal Puig                | Veciana       | masia        |                                          | 41° 40′ 18″ N, 1° 31′ 25″ E / 41.6715713201868°N,1.52367513398621°E ca:Veïnat de Sant Pere del Vim         |                                            |                        | Modifica les dades a Wikidata |
|        | Cal Quiquet             | Veciana       | masia        |                                          | 41° 39′ 35″ N, 1° 27′ 25″ E / 41.6597800521039°N,1.45707025156795°E ca:Veïnat de Montfalcó                 |                                            |                        | Modifica les dades a Wikidata |
|        | Cal Rabasser            | Veciana       | masia        |                                          | 41° 39′ 59″ N, 1° 27′ 57″ E / 41.6662747713502°N,1.46587585791117°E ca:Veciana                             |                                            |                        | Modifica les dades a Wikidata |
|        | Cal Rei                 | Veciana       | masia        |                                          | 41° 39′ 42″ N, 1° 29′ 11″ E / 41.6616366993636°N,1.4862842278055°E ca:Veciana                              |                                            |                        | Modifica les dades a Wikidata |
|        | Cal Retitell            | Veciana       | masia        |                                          | 41° 41′ 06″ N, 1° 30′ 11″ E / 41.68495092519°N,1.50313572209335°E ca:Veciana                               |                                            |                        | Modifica les dades a Wikidata |
|        | Cal Torrents            | Veciana       | masia        |                                          | 41° 41′ 16″ N, 1° 29′ 10″ E / 41.6876713033749°N,1.4859743700884°E                                         |                                            |                        | Modifica les dades a Wikidata |
|        | Cal Vidal               | Veciana       | masia        |                                          | 41° 41′ 20″ N, 1° 28′ 23″ E / 41.6889872011176°N,1.47311053552868°E ca:Segur                               |                                            |                        | Modifica les dades a Wikidata |
|        | Casa del Capellà        | Veciana       | masia        |                                          | 41° 41′ 14″ N, 1° 28′ 56″ E / 41.6873443229695°N,1.48235332946908°E                                        |                                            |                        | Modifica les dades a Wikidata |
|        | Castellnou d'Albarells  | Veciana       | masia        |                                          | 41° 38′ 00″ N, 1° 28′ 35″ E / 41.6334658937804°N,1.47625868416628°E                                        |                                            |                        | Modifica les dades a Wikidata |
|        | Mas Garreta             | Veciana       | masia        | Estil: arquitectura popular              | 41° 39′ 21″ N, 1° 27′ 50″ E / 41.65590833°N,1.46388056°E ca:Veïnat de Montfalcó 697 msnm                   | bé integrant del patrimoni cultural català | Mas Garreta            | Modifica les dades a Wikidata |
|        | Mas Vilar               | Veciana       | masia        |                                          | 41° 40′ 01″ N, 1° 26′ 52″ E / 41.66695306°N,1.44788333°E 731 msnm                                          |                                            |                        | Modifica les dades a Wikidata |
|        | Mas Vilà                | Veciana       | masia        | Estil: arquitectura popular 20th century | 41° 40′ 01″ N, 1° 26′ 51″ E / 41.666911°N,1.447435°E ca:Veïnat de Montfalcó                                | bé integrant del patrimoni cultural català | Mas Vilà               | Modifica les dades a Wikidata |
|        | Pereres                 | Veciana       | masia        | Estil: arquitectura popular 12nd century | 41° 41′ 13″ N, 1° 29′ 11″ E / 41.686964°N,1.486403°E ca:Ctra. BV-1001, km 5,9 640 msnm                     | bé integrant del patrimoni cultural català | Pereres (Veciana)      | Modifica les dades a Wikidata |
|        | Secanella               | Veciana       | masia        | Estil: arquitectura popular              | 41° 40′ 24″ N, 1° 29′ 11″ E / 41.673423°N,1.486285°E ca:Segur 662 msnm                                     | bé integrant del patrimoni cultural català | Secanella              | Modifica les dades a Wikidata |
|        | Torrenova               | Veciana       | masia        | Estil: arquitectura popular              | 41° 39′ 06″ N, 1° 29′ 47″ E / 41.651675°N,1.496422°E                                                       | bé integrant del patrimoni cultural català | Torrenova (Veciana)    | Modifica les dades a Wikidata |
|        | cal Brunet              | Veciana       | masia        | Estil: arquitectura popular 19th century | 41° 39′ 11″ N, 1° 29′ 43″ E / 41.653024°N,1.495188°E ca:Carretera de Copons a Veciana, km 3,5 616 msnm     | bé integrant del patrimoni cultural català | Cal Brunet (Veciana)   | Modifica les dades a Wikidata |
|        | cal Turull              | Veciana       | masia        | Estil: arquitectura popular              | 41° 39′ 59″ N, 1° 29′ 25″ E / 41.666434°N,1.490227°E ca:Al nord del nucli de Veciana 584 msnm              | bé integrant del patrimoni cultural català | Cal Turull (Veciana)   | Modifica les dades a Wikidata |
|        | can Casanova            | Veciana       | masia        | Estil: arquitectura popular 18th century | 41° 39′ 26″ N, 1° 27′ 17″ E / 41.657304°N,1.454793°E ca:Nucli de Montfalcó el Gros 756 msnm                | bé integrant del patrimoni cultural català | Can Casanova (Veciana) | Modifica les dades a Wikidata |
|        | can Pallerols           | Veciana       | masia        | Estil: arquitectura popular 17th century | 41° 40′ 41″ N, 1° 31′ 51″ E / 41.67801°N,1.530887°E ca:Sant Pere del Vim 551 msnm                          | bé integrant del patrimoni cultural català | Can Pallerols          | Modifica les dades a Wikidata |
|        | el Lloret               | Veciana       | masia        |                                          | 41° 39′ 51″ N, 1° 30′ 13″ E / 41.664077°N,1.503692°E ca:Al camí de la Roca, Veciana 540 msnm               | bé integrant del patrimoni cultural català | El Lloret              | Modifica les dades a Wikidata |
|        | el Masot                | Veciana       | masia        |                                          | 41° 40′ 27″ N, 1° 28′ 46″ E / 41.6740756902138°N,1.4795056745356°E ca:Segur                                |                                            |                        | Modifica les dades a Wikidata |
|        | el Simon                | Veciana       | masia        |                                          | 41° 37′ 40″ N, 1° 28′ 59″ E / 41.6277637541274°N,1.48300747091637°E                                        |                                            |                        | Modifica les dades a Wikidata |
|        | els Corrals             | Veciana       | masia        |                                          | 41° 40′ 46″ N, 1° 28′ 28″ E / 41.6793858061759°N,1.47445487620814°E                                        |                                            |                        | Modifica les dades a Wikidata |
|        | els Corrals de Segur    | Veciana       | masia        |                                          | 41° 40′ 34″ N, 1° 29′ 06″ E / 41.6762205317011°N,1.48505348270273°E                                        |                                            |                        | Modifica les dades a Wikidata |
|        | els Tots                | Veciana       | masia        |                                          | 41° 39′ 49″ N, 1° 28′ 39″ E / 41.663705°N,1.47759°E ca:Veciana                                             | bé integrant del patrimoni cultural català | Els Tots               | Modifica les dades a Wikidata |
|        | l'Hostal del Vent       | Veciana       | masia        |                                          | 41° 38′ 29″ N, 1° 28′ 33″ E / 41.6413606913365°N,1.47594059777778°E ca:Santa Maria del Camí                |                                            |                        | Modifica les dades a Wikidata |
|        | la Calçada              | Veciana       | masia        |                                          | 41° 39′ 43″ N, 1° 27′ 46″ E / 41.66206888978°N,1.4626601963681°E ca:Veïnat de Montfalcó                    |                                            |                        | Modifica les dades a Wikidata |
|        | la Casota               | Veciana       | masia        |                                          | 41° 39′ 49″ N, 1° 27′ 34″ E / 41.6637392734479°N,1.45947404062837°E ca:Veïnat de Montfalcó                 |                                            |                        | Modifica les dades a Wikidata |
|        | la Clau de Miralles     | Veciana       | masia        | Estil: arquitectura popular              | 41° 41′ 27″ N, 1° 31′ 09″ E / 41.690744°N,1.519146°E ca:Nord - est del terme municipal de Veciana 651 msnm | bé integrant del patrimoni cultural català | La Clau de Miralles    | Modifica les dades a Wikidata |
|        | la Garriga              | Veciana       | masia        |                                          | 41° 40′ 09″ N, 1° 26′ 58″ E / 41.6693050206156°N,1.44939521426712°E ca:Veïnat de Montfalcó                 |                                            |                        | Modifica les dades a Wikidata |
|        | la Morera               | Veciana       | masia        |                                          | 41° 40′ 25″ N, 1° 30′ 04″ E / 41.6734934237826°N,1.50099865461226°E                                        |                                            |                        | Modifica les dades a Wikidata |
|        | les Casetes del Jordana | Veciana       | masia        |                                          | 41° 40′ 31″ N, 1° 28′ 17″ E / 41.6752119656786°N,1.47146603714689°E                                        |                                            |                        | Modifica les dades a Wikidata |
|        | les Viudes              | Veciana       | masia        |                                          | 41° 40′ 22″ N, 1° 31′ 08″ E / 41.672714521389°N,1.5188668125827°E ca:Veïnat de Sant Pere del Vim           |                                            |                        | Modifica les dades a Wikidata |

## molí d'aigua
| imatge | Nom               | Ubicat a | instància de | Detalls                     | coordenades                                                                                                  | Protecció                                            | Commons (més fotos) | Dades a WD                    |
| ------ | ----------------- | -------- | ------------ | --------------------------- | --- | ---------------------------------------------------- | ------------------- | ----------------------------- |
|        | Molins de Segur   | Segur    | molí d'aigua | 17th century                | 41° 40′ 47″ N, 1° 29′ 41″ E / 41.679605603272°N,1.4946806775645°E ca:A la dreta de la riera de Roda 550 msnm | bé d'interès cultural bé cultural d'interès nacional | Molí de la Roda     | Modifica les dades a Wikidata |
|        | Molí Nou          | Veciana  | molí d'aigua | Estil: arquitectura popular | | bé integrant del patrimoni cultural català           |                     | Modifica les dades a Wikidata |
|        | Molí de Pallerols | Veciana  | molí d'aigua | Estil: arquitectura popular | | bé integrant del patrimoni cultural català           |                     | Modifica les dades a Wikidata |
|        | Molí de l'Horta   | Veciana  | molí d'aigua | Estil: arquitectura popular | | bé integrant del patrimoni cultural català           |                     | Modifica les dades a Wikidata |
|        | Molí de la Carota | Veciana  | molí d'aigua | Estil: arquitectura popular | 41° 38′ 59″ N, 1° 30′ 15″ E / 41.649794°N,1.504191°E                                                         | bé integrant del patrimoni cultural català           | Molí de la Carota   | Modifica les dades a Wikidata |
|        | Molí de la Morera | Veciana  | molí d'aigua | Estil: arquitectura popular | 41° 40′ 28″ N, 1° 30′ 03″ E / 41.674551°N,1.50084°E ca:Riera Gran                                            | bé integrant del patrimoni cultural català           |                     | Modifica les dades a Wikidata |
|        | Molí del Brunet   | Veciana  | molí d'aigua | Estil: arquitectura popular | 41° 39′ 11″ N, 1° 29′ 42″ E / 41.653138°N,1.49504°E                                                          | bé integrant del patrimoni cultural català           |                     | Modifica les dades a Wikidata |
|        | Molí del Fiterol  | Veciana  | molí d'aigua | Estil: arquitectura popular | 41° 39′ 23″ N, 1° 30′ 06″ E / 41.656375°N,1.501738°E                                                         | bé integrant del patrimoni cultural català           | Molí del Fiterol    | Modifica les dades a Wikidata |
|        | Molí del Lloret   | Veciana  | molí d'aigua | Estil: arquitectura popular | | bé integrant del patrimoni cultural català           |                     | Modifica les dades a Wikidata |
|        | Molí del Missó    | Veciana  | molí d'aigua | Estil: arquitectura popular | 41° 39′ 20″ N, 1° 29′ 27″ E / 41.655576°N,1.490724°E                                                         | bé integrant del patrimoni cultural català           | Molí del Missó      | Modifica les dades a Wikidata |
|        | Molí del Simon    | Veciana  | molí d'aigua | Estil: arquitectura popular | 41° 37′ 37″ N, 1° 28′ 57″ E / 41.626946°N,1.482417°E                                                         | bé integrant del patrimoni cultural català           |                     | Modifica les dades a Wikidata |
|        | Molí del Solanet  | Veciana  | molí d'aigua | Estil: arquitectura popular | | bé integrant del patrimoni cultural català           |                     | Modifica les dades a Wikidata |

## muntanya
| imatge | Nom                   | Ubicat a | instància de | Detalls | coordenades                                                         | Protecció | Commons (més fotos) | Dades a WD                    |
| ------ | --------------------- | -------- | ------------ | ------- | ------------------------------------------------------------------- | --------- | ------------------- | ----------------------------- |
|        | Montgrès              | Veciana  | muntanya     |         | 41° 41′ 25″ N, 1° 28′ 15″ E / 41.69024722°N,1.47096389°E 743 msnm   |           |                     | Modifica les dades a Wikidata |
|        | Roca Plana            | Veciana  | muntanya     |         | 41° 39′ 31″ N, 1° 28′ 23″ E / 41.65853611°N,1.47315833°E 702.5 msnm |           |                     | Modifica les dades a Wikidata |
|        | Tossal de Mas Llat    | Veciana  | muntanya     |         | 41° 41′ 30″ N, 1° 29′ 12″ E / 41.69166944°N,1.486675°E 683.9 msnm   |           |                     | Modifica les dades a Wikidata |
|        | Tossal de Portella    | Veciana  | muntanya     |         | 41° 40′ 14″ N, 1° 30′ 46″ E / 41.6706°N,1.51285°E 672.6 msnm        |           |                     | Modifica les dades a Wikidata |
|        | Tossal de les Àligues | Veciana  | muntanya     |         | 41° 41′ 12″ N, 1° 29′ 51″ E / 41.68662778°N,1.49753611°E 652.6 msnm |           |                     | Modifica les dades a Wikidata |

## nucli de població
| imatge | Nom        | Ubicat a | instància de      | Detalls | coordenades                                                                         | Protecció                                  | Commons (més fotos) | Dades a WD                    |
| ------ | ---------- | -------- | ----------------- | ------- | ----------------------------------------------------------------------------------- | ------------------------------------------ | ------------------- | ----------------------------- |
|        | Durban     | Veciana  | nucli de població |         | 41° 40′ 22″ N, 1° 27′ 14″ E / 41.672760721183°N,1.4539968366667°E                   |                                            |                     | Modifica les dades a Wikidata |
|        | Secanella  | Veciana  | nucli de població |         | 41° 40′ 24″ N, 1° 29′ 15″ E / 41.673208209644°N,1.4876220654369°E                   |                                            |                     | Modifica les dades a Wikidata |
|        | la Rubiola | Veciana  | nucli de població |         | 41° 39′ 34″ N, 1° 25′ 51″ E / 41.65938°N,1.430816°E ca:Veïnat de Montfalcó 736 msnm | bé integrant del patrimoni cultural català | La Rubiola          | Modifica les dades a Wikidata |

## pont
| imatge | Nom            | Ubicat a | instància de | Detalls                                             | coordenades                                                         | Protecció | Commons (més fotos) | Dades a WD                    |
| ------ | -------------- | -------- | ------------ | --------------------------------------------------- | ------------------------------------------------------------------- | --------- | ------------------- | ----------------------------- |
|        | Pont de Biure  | Veciana  | pont         | Hi passa: línia Barcelona-Manresa-Lleida-Almacelles | 41° 39′ 53″ N, 1° 26′ 09″ E / 41.6648519909414°N,1.43583313634377°E |           |                     | Modifica les dades a Wikidata |
|        | Pont de Durban | Veciana  | pont         |                                                     | 41° 40′ 38″ N, 1° 27′ 42″ E / 41.6773141621475°N,1.46161309646114°E |           |                     | Modifica les dades a Wikidata |
|        | Pont de la Via | Veciana  | pont         | Travessa: línia Barcelona-Manresa-Lleida-Almacelles | 41° 39′ 37″ N, 1° 25′ 46″ E / 41.6603876977689°N,1.42945550508145°E |           |                     | Modifica les dades a Wikidata |

## Misc
| imatge | Nom                          | Ubicat a | instància de                 | Detalls      | coordenades                                                                                  | Protecció                                            | Commons (més fotos)    | Dades a WD                    |
| ------ | ---------------------------- | -------- | ---------------------------- | ------------ | -------------------------------------------------------------------------------------------- | ---------------------------------------------------- | ---------------------- | ----------------------------- |
|        | Carena de les Viudes         | Veciana  | serra                        |              | 41° 40′ 30″ N, 1° 31′ 00″ E / 41.67491944°N,1.51668167°E 676.7 msnm                          |                                                      |                        | Modifica les dades a Wikidata |
|        | Castell de Segur             | Segur    | ruïnes de castell            |              | 41° 41′ 00″ N, 1° 28′ 08″ E / 41.683224°N,1.468914°E ca:Turó a la part est de Segur 758 msnm | bé d'interès cultural bé cultural d'interès nacional | Castell de Segur       | Modifica les dades a Wikidata |
|        | Pedrera de Cal Malloat       | Veciana  | pedrera                      |              | 41° 40′ 47″ N, 1° 27′ 01″ E / 41.6797192403894°N,1.45023847301539°E                          |                                                      |                        | Modifica les dades a Wikidata |
|        | Via romana Sant Pere Desvim  | Veciana  | via romana zona arqueològica |              | 41° 40′ 57″ N, 1° 31′ 47″ E / 41.68239°N,1.52977°E 596 msnm                                  | bé integrant del patrimoni cultural català           |                        | Modifica les dades a Wikidata |
|        | barraca del Tros del Gé      | Veciana  | barraca de vinya             | 19th century | 41° 41′ 15″ N, 1° 28′ 32″ E / 41.68741°N,1.47544°E ca:Segur                                  |                                                      |                        | Modifica les dades a Wikidata |
|        | casa consistorial de Veciana | Veciana  | casa consistorial            |              | 41° 39′ 22″ N, 1° 29′ 18″ E / 41.6560146°N,1.4884493°E                                       |                                                      |                        | Modifica les dades a Wikidata |
|        | creu de terme de Segur       | Veciana  | creu de terme                |              | 41° 41′ 13″ N, 1° 28′ 11″ E / 41.68697°N,1.46967°E                                           | bé integrant del patrimoni cultural català           | Creu de terme de Segur | Modifica les dades a Wikidata |
|        | la Gruta                     | Veciana  | oratori                      |              | 41° 41′ 09″ N, 1° 29′ 09″ E / 41.6856973676803°N,1.48586445933807°E                          |                                                      |                        | Modifica les dades a Wikidata |